# Abraham Bar Hiyya

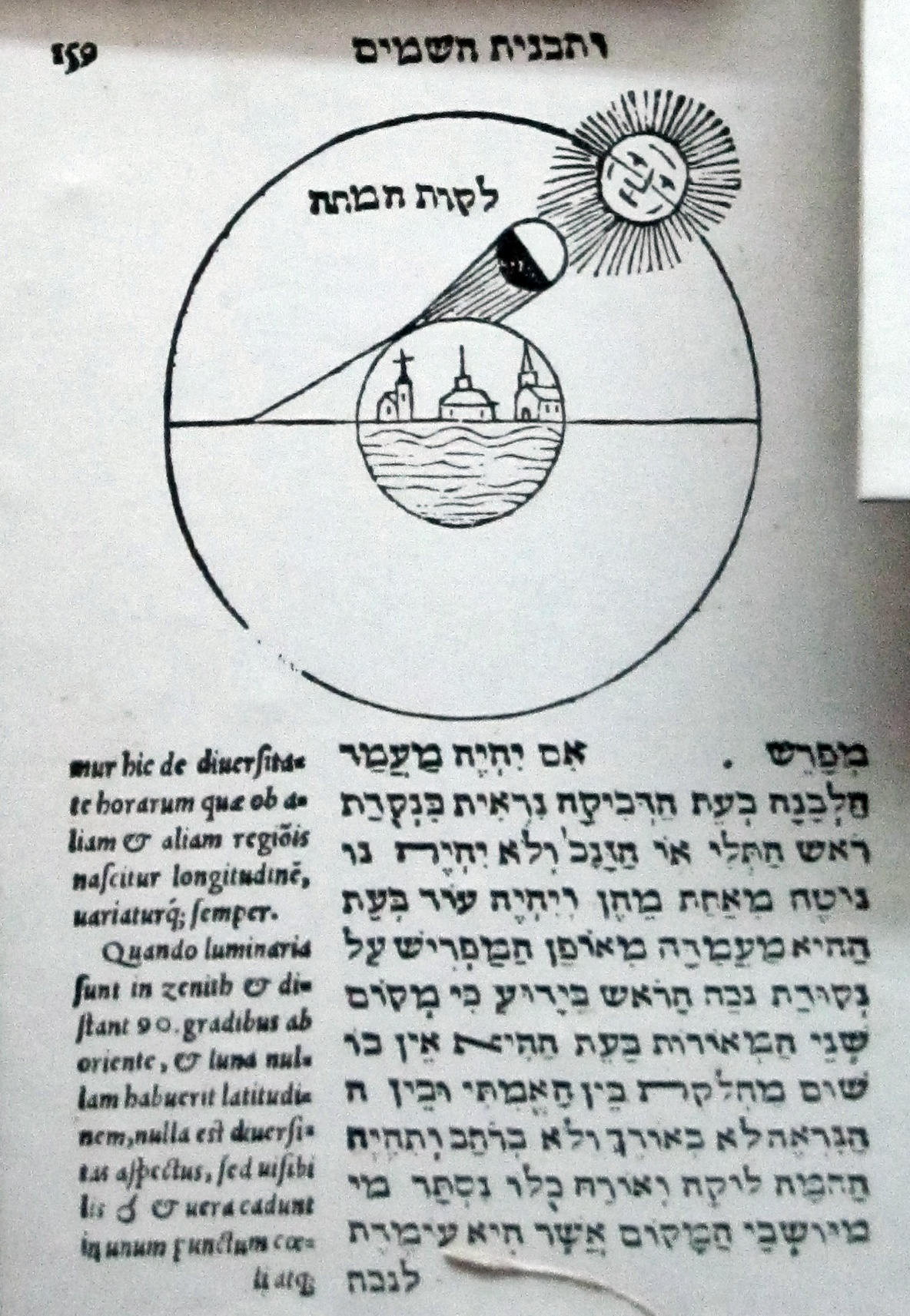
Libro de Abraham Bar Hiyya mostrando un eclipse de Sol

Abraham Bar Hiyya (o Abraham Iudaeus Savasorda) (Barcelona, siglo XII, 1065-70-1136 o 1145), fue un matemático, astrónomo y filósofo judío de origen catalán. Es autor de diversos tratados y de numerosas obras matemáticas y astronómicas que contribuyeron a la difusión de la ciencia arábiga en el mundo occidental. Destaca su obra *Geometría práctica (1116), escrita en hebreo.
Conocido vulgarmente como Savasorda, corrupción del nombre árabe Sáhib al Xorta («el jefe de la guardia»). Residente en Barcelona, se formó científicamente en la corte de los Banu Hud de Zaragoza. Además, desempeñó cargos de importancia en las cortes islámicas de Aragón, uno de los cuales le valió el sobrenombre por el que más se le conoce.
También hay que destacar sus traducciones en colaboración con Platón de Tívoli (Plato Tiburtinus), al que sirve como traductor intermediario oral del árabe al catalán, o tal vez el provenzal, lengua en aquel momento casi idéntica a la catalana. Esta colaboración se mantuvo de 1134 a 1145 y de ella surgieron cerca de una decena de obras latinas en el campo de las matemáticas, la astronomía y la astrología. Su obra más famosa es el Eibbur ha-Meshihah ve-ha-Tishboret (“Tratado sobre medidas y cálculos”), traducida al latín por Tívoli con el título Liber Embadorum (1145), que alcanzó gran reconocimiento en la Edad Media por tratar por primera vez en latín las ecuaciones de segundo grado. 
Este texto además se cita como una de las fuentes del Liber Abaci y de la Geometría práctica de Leonardo de Pisa. También es autor de una enciclopedia, la primera en hebreo, titulada Yesod ha-Tebunah u-Migdal ha-Emunah (“Fundamentos de la inteligencia y la torre de la fe”). Entre sus traducciones en colaboración con Platón de Tívoli se hallan el Quadripartitum de Claudio Ptolomeo., la Esférica de Teodosio y el De Motu Stellarum de al-Battani, obra que comentó y en la que se inspiró posteriormente Regiomontano. Existen manuscritos de Savasorda en las bibliotecas de París, Parma, Roma, Dublín y Múnich.